# Liste der Boxweltmeister im Halbmittelgewicht
Diese Liste der Boxweltmeister im Halbmittelgewicht bietet eine Übersicht über alle Boxweltmeister der vier anerkannten und aktuell tätigen Weltverbände (WBC, WBA, IBF, WBO) im Halbmittelgewicht in chronologischen Reihenfolgen in separaten Tabellen. Die WBA-Superchampions sind sowohl in der chronologischen WBA-Tabelle als auch in einer separaten Tabelle gelistet. Der Status des Superchampions der WBA ist höher gereiht als der des regulären. Daher ist der WBA-Superchampion der eigentliche Weltmeister. Die WBO gehört erst seit 2007 zu den bedeutenden Verbänden.

## WBC
| Weltmeister           | Amt       |
| --------------------- | --------- |
| Denny Moyer           | 1963      |
| Ralph Dupas           | 1963      |
| Sandro Mazzinghi      | 1963–1965 |
| Nino Benvenuti        | 1965–1966 |
| Kim Ki-soo            | 1966–1968 |
| Sandro Mazzinghi (2)  | 1968      |
| Freddie Little        | 1969–1970 |
| Carmelo Bossi         | 1970–1971 |
| Kōichi Wajima         | 1971–1974 |
| Oscar Albarado        | 1974–1975 |
| Kōichi Wajima (2)     | 1975      |
| Miguel de Oliveira    | 1975      |
| Elisha Obed           | 1975–1976 |
| Eckhard Dagge         | 1976–1977 |
| Rocky Mattioli        | 1977–1979 |
| Maurice Hope          | 1979–1981 |
| Wilfred Benitez       | 1981–1982 |
| Thomas Hearns         | 1982–1986 |
| Duane Thomas          | 1986–1987 |
| Lupe Aquino           | 1987      |
| Gianfranco Rosi       | 1987–1988 |
| Donald Curry          | 1988–1989 |
| René Jacquot          | 1989      |
| John Mugabi           | 1989–1990 |
| Terry Norris          | 1990–1993 |
| Simon Brown           | 1993–1994 |
| Terry Norris (2)      | 1994      |
| Luis Santana          | 1994–1995 |
| Terry Norris (3)      | 1995–1997 |
| Keith Mullings        | 1997–1999 |
| Javier Castillejo     | 1999–2001 |
| Óscar de la Hoya      | 2001–2003 |
| Shane Mosley          | 2003–2004 |
| Ronald Wright         | 2004–2005 |
| Javier Castillejo (2) | 2005      |
| Ricardo Mayorga       | 2005–2006 |
| Óscar de la Hoya (2)  | 2006–2007 |
| Floyd Mayweather Jr.  | 2007      |
| Vernon Forrest        | 2007–2008 |
| Sergio Mora           | 2008      |
| Vernon Forrest (2)    | 2008–2009 |
| Sergio Martínez       | 2009–2010 |
| Manny Pacquiao        | 2010      |
| Saúl Álvarez          | 2011–2013 |
| Floyd Mayweather Jr.  | 2013–2015 |
| Jermell Charlo        | 2016–2018 |
| Tony Harrison         | seit 2018 |

## WBA
| Weltmeister             | Amt       |
| ----------------------- | --------- |
| Denny Moyer             | 1962–1963 |
| Ralph Dupas             | 1963      |
| Sandro Mazzinghi        | 1963–1965 |
| Nino Benvenuti          | 1965–1966 |
| Kim Ki-soo              | 1966–1968 |
| Sandro Mazzinghi (2)    | 1968      |
| Freddie Little          | 1969–1970 |
| Carmelo Bossi           | 1970–1971 |
| Kōichi Wajima           | 1971–1974 |
| Oscar Albarado          | 1974–1975 |
| Kōichi Wajima (2)       | 1975      |
| Yuh Jae-doo             | 1975–1976 |
| Kōichi Wajima (3)       | 1976      |
| José Manuel Durán       | 1976      |
| Miguel Angel Castellini | 1976–1977 |
| Eddie Gazo              | 1977–1978 |
| Masashi Kudō            | 1978–1979 |
| Ayub Kalule             | 1979–1981 |
| Sugar Ray Leonard       | 1981      |
| Tadashi Mihara          | 1981–1982 |
| Davey Moore             | 1982–1983 |
| Roberto Durán           | 1983–1984 |
| Mike McCallum           | 1984–1987 |
| Julian Jackson          | 1987–1990 |
| Gilbert Dele            | 1991      |
| Vinny Pazienza          | 1991–1992 |
| Julio César Vásquez     | 1992–1995 |
| Pernell Whitaker        | 1995      |
| Carl Daniels            | 1995      |
| Julio César Vásquez (2) | 1995–1996 |
| Laurent Boudouani       | 1996–1999 |
| David Reid              | 1999–2000 |
| Félix Trinidad          | 2000–2001 |
| Fernando Vargas         | 2001–2002 |
| Óscar de la Hoya        | 2002–2003 |
| Santiago Samaniego      | 2002–2003 |
| Alejandro García        | 2003      |
| Shane Mosley            | 2003–2004 |
| Travis Simms            | 2003–2005 |
| Ronald Wright           | 2004–2005 |
| Alejandro García (2)    | 2005–2006 |
| Jose Antonio Rivera     | 2006–2007 |
| Travis Simms (2)        | 2006–2007 |
| Travis Simms (2)        | 2007      |
| Joachim Alcine          | 2007–2008 |
| Daniel Santos           | 2008–2009 |
| Yuri Foreman            | 2009–2010 |
| Miguel Angel Cotto      | 2010–2012 |
| Austin Trout            | 2011–2013 |
| Floyd Mayweather Jr.    | 2012–2016 |
| Saúl Álvarez            | 2013      |
| Erislandy Lara          | 2014–2018 |
| Jack Culcay-Keth        | 2016–2017 |
| Demetrius Andrade       | 2017      |
| Brian Castaño           | seit 2017 |
| Jarrett Hurd            | seit 2018 |

### WBA-Superchampions
| Weltmeister          | Amt       |
| -------------------- | --------- |
| Óscar de la Hoya     | 2002–2003 |
| Shane Mosley         | 2003–2004 |
| Ronald Wright        | 2004–2005 |
| Miguel Cotto         | 2010–2012 |
| Floyd Mayweather Jr. | 2012–2016 |
| Erislandy Lara       | 2016–2018 |
| Jarrett Hurd         | seit 2018 |

## IBF
| Weltmeister            | Amt       |
| ---------------------- | --------- |
| Mark Medal             | 1984      |
| Carlos Santos          | 1984–1986 |
| Buster Drayton         | 1986–1987 |
| Matthew Hilton         | 1987–1988 |
| Robert Hines           | 1988–1989 |
| Darrin Van Horn        | 1989      |
| Gianfranco Rosi        | 1989–1994 |
| Vincent Pettway        | 1994–1995 |
| Paul Vaden             | 1995      |
| Terry Norris           | 1995–1997 |
| Raúl Márquez           | 1997      |
| Yory Boy Campas        | 1997–1998 |
| Fernando Vargas        | 1998–2000 |
| Félix Trinidad         | 2000–2001 |
| Ronald Wright          | 2001–2004 |
| Verno Phillips         | 2004      |
| Kassim Ouma            | 2004–2005 |
| Roman Karmasin         | 2005–2006 |
| Cory Spinks            | 2006–2008 |
| Verno Phillips (2)     | 2008      |
| Cory Spinks (2)        | 2009–2010 |
| Cornelius Bundrage     | 2010–2013 |
| Ishe Smith             | 2013      |
| Carlos Amado Molina    | 2013–2014 |
| Cornelius Bundrage (2) | 2014–2015 |
| Jermall Charlo         | 2015–2017 |
| Jarrett Hurd           | seit 2017 |

## WBO
| Weltmeister         | Amt       |
| ------------------- | --------- |
| John David Jackson  | 1988–1993 |
| Verno Phillips      | 1993–1995 |
| Paul Jones          | 1995–1996 |
| Bronco McKart       | 1996      |
| Ronald Wright       | 1996–1998 |
| Harry Simon         | 1998–2001 |
| Daniel Santos       | 2002–2005 |
| Serhij Dsynsyruk    | 2005–2011 |
| Saurbek Bajsangurow | 2011–2013 |
| Demetrius Andrade   | 2013–2015 |
| Liam Smith          | 2015–2016 |
| Saúl Álvarez        | 2016–2017 |
| Miguel Cotto        | 2017      |
| Sadam Ali           | 2017–2018 |
| Jaime Munguia       | seit 2018 |